# 立宪同志会
立宪同志会（日语：／ Rikken Doshikai）是日本大正时代的政党。通常简称为“同志会”。

## 概要
1913年2月7日由时任内阁总理大臣桂太郎组建，收纳了中央俱乐部和立宪国民党的部分议员，同志会的主要目的便是对抗在帝国议会中势力强大的立宪政友会。桂太郎1913年去世后，同志会由加藤高明接替总理，并在1915年第12届日本众议院议员总选举中一跃成为第一大党。第二次大隈内阁倒台后，同志会于1916年与中正会和公友俱乐部合并改组成为了宪政会。